# Same Time, Next Year
Same Time, Next Year (br.: Tudo bem no ano que vem / pt.: À Mesma Hora para o Ano Que Vem) é um filme norte-americano de 1978, estrelado por Alan Alda e Ellen Burstyn, dirigido por Robert Mulligan.
O hotel onde todo filme foi rodado é o Heritage Inn, que já não está mais em funcionamento. A música tema "The Last Time I Felt Like This" foi composta por Hamlisch (música), e Alan Bergman e Marilyn Bergman (letra), e é cantada por Johnny Mathis e Jane Olivor.

## Sinopse
O filme conta a história de George, um perito contador de Nova Jersey de 27 anos e Doris, uma dona de casa de 24 anos de Oakland. Ele visitava um cliente e ela fazia turismo e se encontram por acaso num hotel em Mendocino, Califórnia, num final de semana em 1951. Surge entre eles uma forte atração mas sendo casados e com três filhos pequenos cada, voltam para suas famílias. Decidem, contudo, continuar com os encontros todos os anos na mesma data e no mesmo local. Os encontros posteriores mostrados são os de 1956 (George sofre uma crise quando sua filha menor liga para o hotel para falar sobre a fada dos dentes), 1961 (Doris está grávida e entre em trabalho de parto), 1966 (Dóris está na faculdade e George sofreu uma tragédia familiar), 1972 (George deixa o emprego e Dóris se torna uma empresária) e 1977 (George está viúvo e Doris vendeu a empresa).

## Prêmios e Indicações
- Óscar:
  - Melhor Atriz (Ellen Burstyn, indicada)
  - Melhor Fotografia (Robert Surtees, indicado)
  - Melhor Roteiro Adaptado (Bernard Slade, indicado)
  - Melhor Canção ("The Last Time I Felt Like This", indicada)

- Golden Globe Award
  - Melhor Atriz de Musical ou Comédia (Ellen Burstyn, venceu)
  - Melhor Ator de Musical ou Comédia (Alan Alda, indicado)
  - Melhor Canção Original (indicada)

- Prêmio dos Roteiristas da América (Bernard Slade, indicado)